# Júnior Brumado
José Francisco dos Santos Júnior, meglio noto come Júnior Brumado (Brumado, 15 maggio 1999), è un calciatore brasiliano, attaccante del Coritiba in prestito dal Midtjylland.

## Caratteristiche tecniche
È un centravanti di una qualità e classe unici.

## Carriera
Cresciuto nelle giovanili del Bahia, ha esordito in prima squadra il 17 luglio 2017 in occasione del match di campionato pareggiato 1-1 contro l'Avaí.

## Statistiche

### Presenze e reti nei club
Statistiche aggiornate al 29 agosto 2022.
| Stagione           | Squadra            | Campionato         | Campionato | Campionato | Coppe nazionali | Coppe nazionali | Coppe nazionali | Coppe continentali | Coppe continentali | Coppe continentali | Altre coppe | Altre coppe | Altre coppe | Totale | Totale | Totale |
| Stagione           | Squadra            | Comp               | Pres       | Reti       | Comp            | Pres            | Reti            | Comp               | Pres               | Reti               | Comp        | Pres        | Reti        | Pres   | Reti   |        |
| ------------------ | ------------------ | ------------------ | ---------- | ---------- | --------------- | --------------- | --------------- | ------------------ | ------------------ | ------------------ | ----------- | ----------- | ----------- | ------ | ------ | ------ |
| 2017               | Bahia              | A                  | 3          | 0          | CB              | -               | -               | -                  | -                  | -                  | -           | -           | -           | 3      | 0      |        |
| 2018               | Bahia              | A1/BA+A            | 7+14       | 3+1        | CB              | 0               | 0               | CS                 | 6                  | 1                  | CDN         | 6           | 0           | 33     | 5      |        |
| gen. 2019          | Bahia              | A1/BA              | 1          | 0          | CB              | -               | -               | -                  | -                  | -                  | CDN         | 0           | 0           | 1      | 0      |        |
| Totale Bahia       | Totale Bahia       | Totale Bahia       | 25         | 4          |                 | 0               | 0               |                    | 6                  | 1                  |             | 6           | 0           | 37     | 5      |        |
| gen.-giu. 2019     | Midtjylland        | SL                 | 4          | 0          | CD              | 0               | 0               | UCL+UEL            | -                  | -                  | -           | -           | -           | 4      | 0      |        |
| 2019-gen. 2020     | Midtjylland        | SL                 | 17         | 0          | CD              | 1               | 0               | UEL                | 1                  | -                  | -           | -           | -           | 19     | 0      |        |
| gen.-giu. 2020     | Silkeborg          | SL                 | 9          | 3          | CD              | 1               | 0               | -                  | -                  | -                  | -           | -           | -           | 10     | 3      |        |
| 2020-2021          | Midtjylland        | SL                 | 12         | 2          | CD              | 2               | 0               | UCL                | 3                  | 1                  | -           | -           | -           | 17     | 3      |        |
| 2021-2022          | Midtjylland        | SL                 | 12         | 7          | CD              | 4               | 2               | UCL+UEL+UECL       | 4+4+1              | 0+0+0              | -           | -           | -           | 25     | 9      |        |
| 2022-2023          | Midtjylland        | SL                 | 3          | 0          | CD              | 0               | 0               | UCL+UEL            | 1+0                | 0                  | -           | -           | -           | 4      | 0      |        |
| Totale Midtjylland | Totale Midtjylland | Totale Midtjylland | 48         | 9          |                 | 7               | 2               |                    | 14                 | 1                  |             | -           | -           | 66     | 12     |        |
| Totale carriera    | Totale carriera    | Totale carriera    | 82         | 16         |                 | 8               | 2               |                    | 20                 | 2                  |             | 6           | 0           | 113    | 20     |        |

## Palmarès

### Club

#### Competizioni regionali
- Copa do Nordeste: 1

Bahia: 2017

#### Competizioni statali
- Campionato Baiano: 1

Bahia: 2018

#### Competizioni nazionali
- Coppa di Danimarca: 1

Midtjylland: 2021-2022